# Doningtons Grand Prix
Doningtons Grand Prix var en Grand Prix-tävling som kördes på racerbanan Donington Park i England mellan 1933 och 1938.

## Historia
Donington Park var Storbritanniens andra permanenta racerbana efter Brooklands. Under 1930-talet hölls här tävlingar med Grand Prix-bilar, men RAC gav aldrig loppet status av nationellt Grand Prix.

## Vinnare av Doningtons Grand Prix

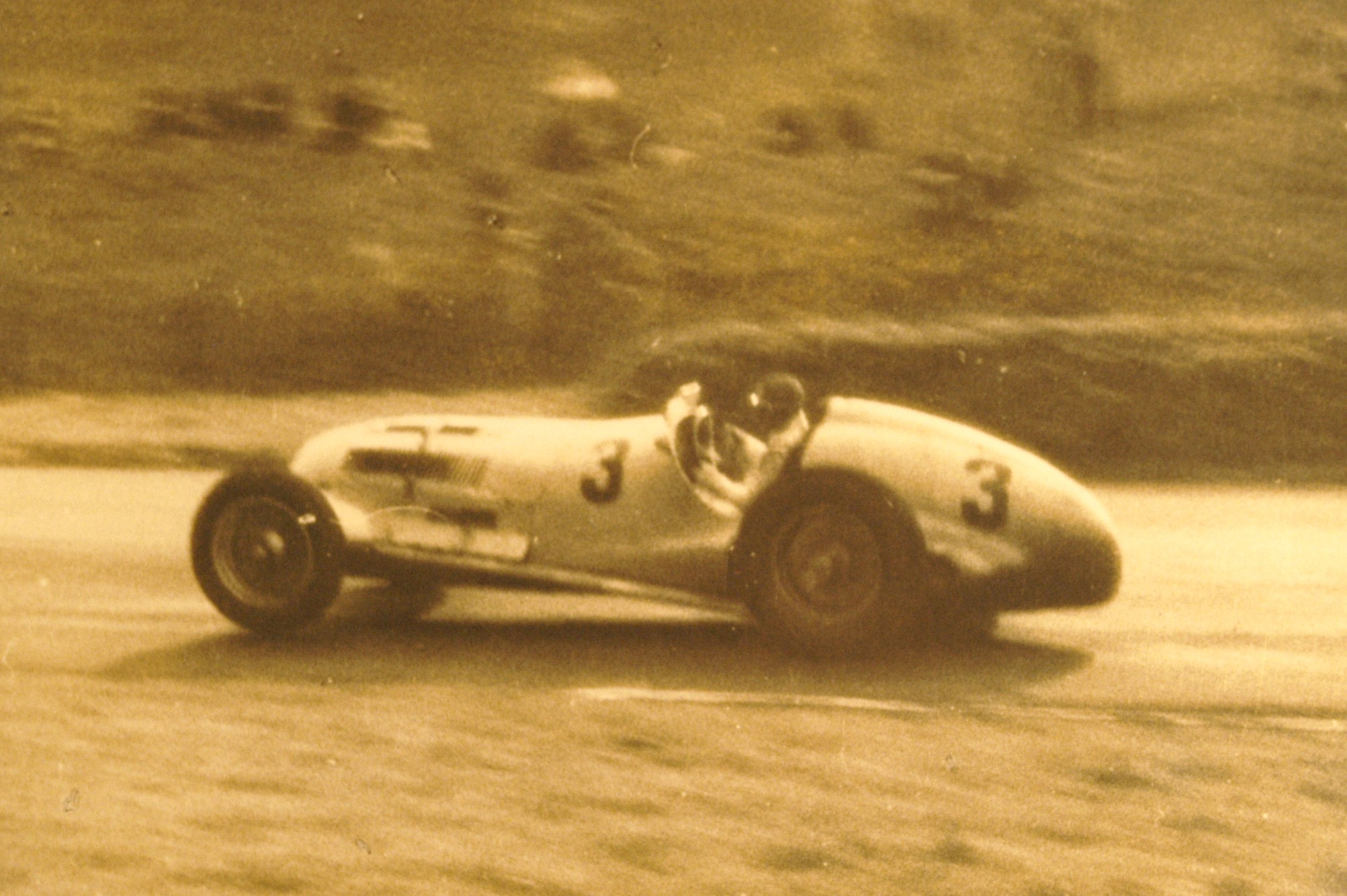
Manfred von Brauchitsch i en Mercedes-Benz W125 1937.

| År   | Förare                     | Bil        |
| ---- | -------------------------- | ---------- |
| 1933 | Earl Howe                  | Bugatti    |
| 1934 | Whitney Straight           | Maserati   |
| 1935 | Richard Shuttleworth       | Alfa Romeo |
| 1936 | Hans Rüesch Richard Seaman | Alfa Romeo |
| 1937 | Bernd Rosemeyer            | Auto Union |
| 1938 | Tazio Nuvolari             | Auto Union |